# Turneul WTA de la Sankt Petersburg
Turneul WTA de la Sankt Petersburg este un turneu profesionist de tenis feminin care are loc la Sankt Petersburg, Rusia, pe terenuri cu suprafață dură, în interior. Evenimentul face parte din categoria WTA 500 și a avut loc pentru prima dată la Sankt Petersburg în 2003, când a făcut parte din Circuitul feminin ITF.

## Rezultate

### Simplu
| ↓ Circuitul feminin ITF ↓ |                      |                     |                    |
| 2003                      | Evgenia Linetskaya   | Tatsiana Uvarova    | 5–7, 6–4, 6–4      |
| 2004                      | Anastasiya Yakimova  | Emma Laine          | 3–6, 6–2, 6–1      |
| 2005                      | Ekaterina Bychkova   | Emma Laine          | 6–1, 6–2           |
| 2006                      | Alberta Brianti      | Alla Kudryavtseva   | 6–1, 6–4           |
| 2007                      | Nu s-a ținut         | Nu s-a ținut        | Nu s-a ținut       |
| 2008                      | Magdaléna Rybáriková | Anna Lapushchenkova | 6–4, 6–2           |
| 2009–14                   | Nu s-a ținut         | Nu s-a ținut        | Nu s-a ținut       |
| 2015                      | Jeļena Ostapenko     | Patricia Maria Țig  | 3–6, 7–5, 6–2      |
| ↓ Turnee WTA Premier ↓    |                      |                     |                    |
| 2016                      | Roberta Vinci        | Belinda Bencic      | 6–4, 6–3           |
| 2017                      | Kristina Mladenovic  | Iulia Putintseva    | 6–2, 6–7(3–7), 6–4 |
| 2018                      | Petra Kvitová        | Kristina Mladenovic | 6–1, 6–2           |
| 2019                      | Kiki Bertens         | Donna Vekić         | 7–6(7–2), 6–4      |
| 2020                      | Kiki Bertens (2)     | Elena Rîbakina      | 6–1, 6–3           |
| ↓ WTA 500 ↓               |                      |                     |                    |
| 2021                      | Daria Kasatkina      | Margarita Gasparyan | 6–3, 2–1, ret.     |
| 2022                      | Anett Kontaveit      | Maria Sakkari       | 5–7, 7–6(7–4), 7–5 |

### Dublu
| ↓ Circuitul feminin ITF ↓ |                                             |                                         |                       |
| 2003                      | Goulnara Fattakhetdinova Galina Fokina      | Irina Bulykina Elena Yaryshka           | 6–0, 6–3              |
| 2004                      | Maria Goloviznina Evgenia Kulikovskaya      | Darya Kustova Elena Tatarkova           | 7–5, 6–1              |
| 2005                      | Nina Bratchikova Ekaterina Makarova         | Ekaterina Kosminskaya Alla Kudryavtseva | 7–6(7–2), 6–2         |
| 2006                      | Anastasia Pavliucenkova Iulia Solonițkaia   | Iulia Beygelzimer Alla Kudryavtseva     | 6–1, 6–4              |
| 2007                      | Nu s-a ținut                                | Nu s-a ținut                            | Nu s-a ținut          |
| 2008                      | Nikola Fraňková Anastasia Pavliucenkova (2) | Nina Bratchikova Vasilisa Davydova      | 6–2, 6–2              |
| 2009–14                   | Nu s-a ținut                                | Nu s-a ținut                            | Nu s-a ținut          |
| 2015                      | Viktorija Golubic Aliaksandra Sasnovich     | Stéphanie Foretz Ana Vrljić             | 6–4, 7–5              |
| ↓ Turnee WTA Premier ↓    |                                             |                                         |                       |
| 2016                      | Martina Hingis Sania Mirza                  | Vera Dushevina Barbora Krejčíková       | 6–3, 6–1              |
| 2017                      | Jeļena Ostapenko Alicja Rosolska            | Darija Jurak Xenia Knoll                | 3–6, 6–2, [10–5]      |
| 2018                      | Timea Bacsinszky Vera Zvonareva             | Alla Kudryavtseva Katarina Srebotnik    | 2–6, 6–1, [10–3]      |
| 2019                      | Margarita Gasparyan Ekaterina Makarova (2)  | Anna Kalinskaya Viktória Kužmová        | 7–5, 7–5              |
| 2020                      | Shuko Aoyama Ena Shibahara                  | Kaitlyn Christian Alexa Guarachi        | 4–6, 6–0, [10–3]      |
| ↓ WTA 500 ↓               |                                             |                                         |                       |
| 2021                      | Nadiia Kichenok Raluca Olaru                | Kaitlyn Christian Sabrina Santamaria    | 2–6, 6–3, [10–8]      |
| 2022                      | Anna Kalinskaya Caty McNally                | Alicja Rosolska Erin Routliffe          | 6–3, 6–7(5–7), [10–4] |